# Conrad Shawcross

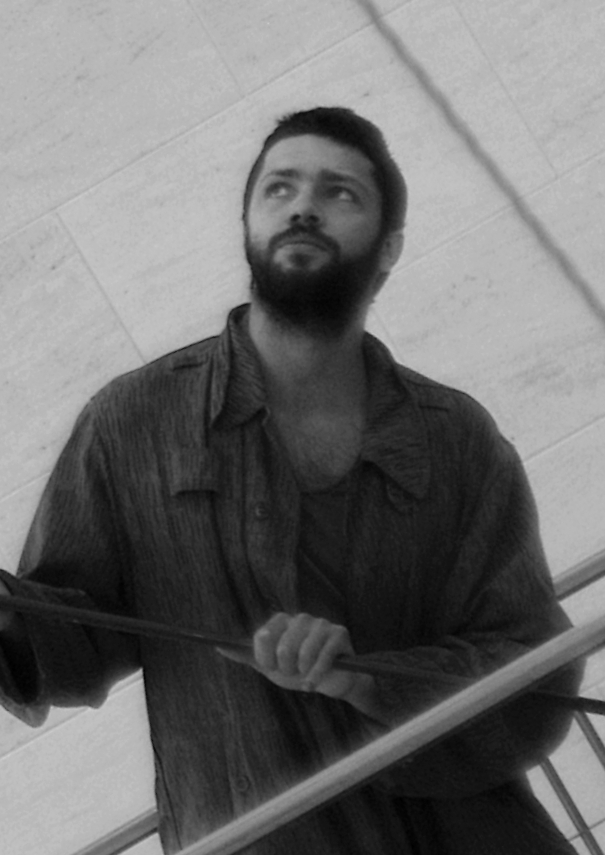
Conrad Shawcross, 2011.

Conrad Shawcross, född 1977, är en brittisk konstnär. Han specialiserar sig på mekaniska skulpturer baserade på filosofiska och vetenskapliga idéer. Han studerade vid Westminster School, Chelsea College of Arts, Oxfords universitet och Slade School of Fine Art. Under hösten 2014 ställde Shawcross ut sitt verk Timepiece i Berwaldhallen i Stockholm som en del av deras Interplayprogram.